# 九二式歩兵砲
九二式歩兵砲（きゅうにしきほへいほう）は、1920年代後期から1930年代初期にかけて開発・採用された大日本帝国陸軍の歩兵砲。1個歩兵大隊に対し本砲2門を擁する大隊砲小隊が付随するため、「大隊砲（大隊歩兵砲）」の通称を持つ。

## 概要

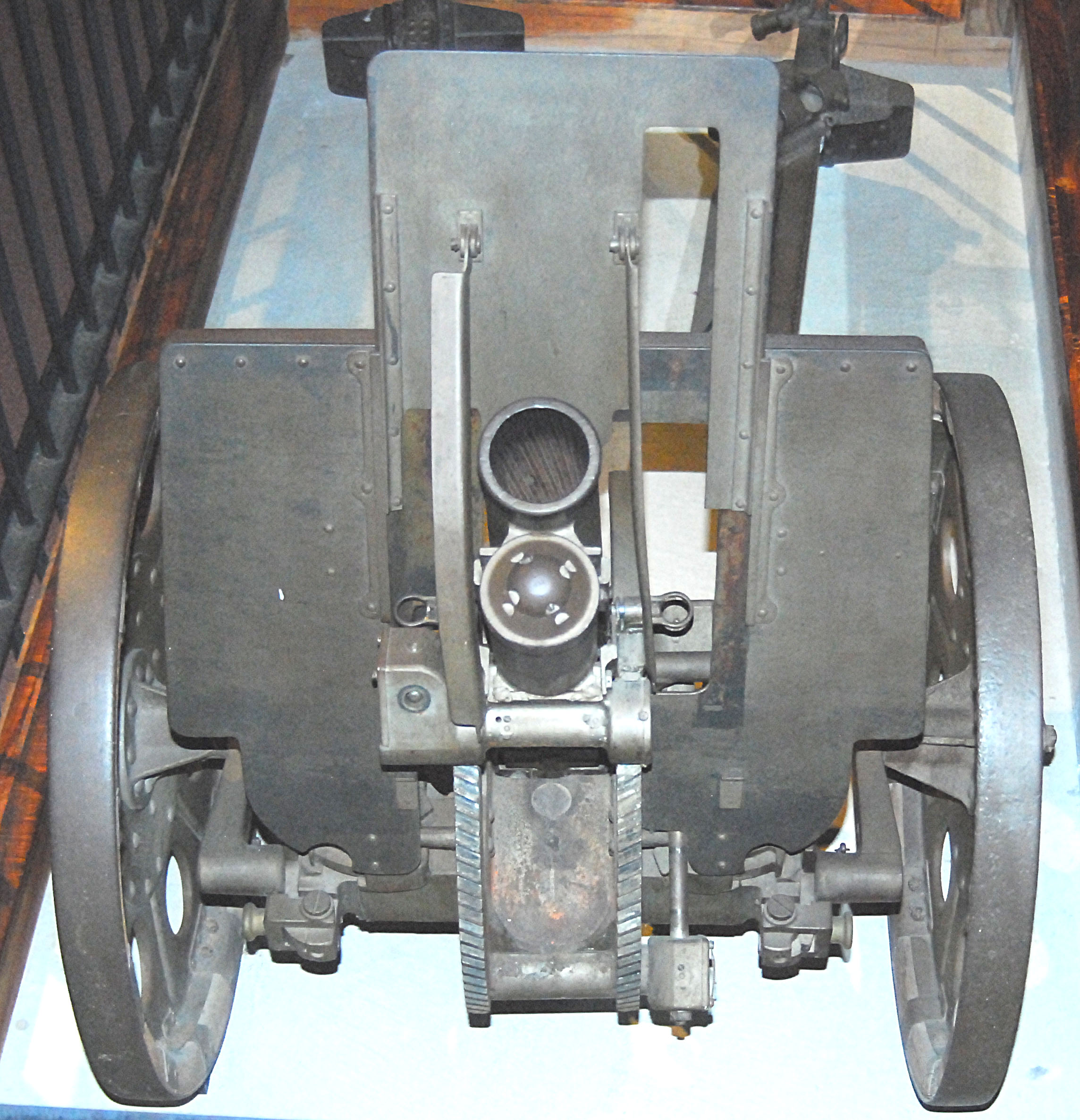
九二式歩兵砲

従来使用されていた十一年式平射歩兵砲及び、十一年式曲射歩兵砲を統合後継する砲として開発された。十一年式平射歩兵砲は口径が37mmと小さく榴弾の威力は限定的なものであり、十一年式曲射歩兵砲は榴弾威力は高いものの迫撃砲のため直射（平射）が不可能であるほか、前装式で二重装填事故を起こしやすいのが欠点だった。
本砲は十一年式曲射歩兵砲と同口径で榴弾の威力半径も同等であるが、平射・曲射双方が可能であり、後装式で螺式閉鎖機を持つ通常の火砲の形態となっている。他の野砲・山砲・軽榴弾砲等と比較すると初速は低く抑えられ、その分弾殻が薄いため、榴弾の炸薬量は多かった。他方、低初速のため口径70mmながら徹甲弾の威力は低く、100mで30mm、500mで25mm、1000mで20mm程度の貫徹力しか持たなかった。そのため大戦後半には成形炸薬弾（タ弾）の三式穿甲榴弾（装甲貫徹長90mm）が多数生産・配備されている。
 - フィリピンで捕獲された九二式歩兵砲用三式穿甲榴弾。九二式歩兵砲でタ弾が実際に使用されていたことが分かる。
この九二式歩兵砲用三式穿甲榴弾は、垂直に対し30度傾けた厚さ80㎜の装甲板を貫通する性能があった。
また、平射・曲射両用の火砲として開発されたものの、実際の性能としては砲身が約11口径と短く初速も低いため、命中精度は「連隊砲（歩兵連隊砲・連隊歩兵砲）」として歩兵連隊に配備されていた四一式山砲などと比較すると特に劣り、射程も短かった。また大口径ゆえに発射音・発砲炎ともに大であり、平射で直接狙える位置に砲を据えると速やかに敵の応射を受けることになるため、実質的にはトーチカ等の銃眼潰しや自衛戦闘を除いて平射で射撃を行う機会は少なかった。これらの点から、平射の機能を持たせたことで通常形式の火砲としたことに対し、大隊砲は軽量な迫撃砲形式にすべきだったとする批判もある。
弾薬（砲弾）は半固定式となっており、装薬量は弾道に合わせて数種変更選択して使用できるようになっていた。薬莢は再利用可能で、発射の度に薬莢底に点が打たれるので使用回数が分かるようになっていた。
クランク式の車軸を持ち、高姿勢・低姿勢を選択可能であり、なおかつ低姿勢でも曲射可能なことが特徴である。高姿勢では+13～+70度、低姿勢では-6～+51度（但し+28度以上の仰角を取る場合は地面を掘って砲尾が干渉しないようにする必要がある）の俯仰が可能である。
車輪は初期には複数の鋼鈑を円形に繋ぎ合わせた物であったが、敵陣への接近時に車輪がきしむ音が気になるとの理由から、1935年（昭和10年）1月、一枚の鋼鈑を円形に打ち抜いて製造し外周を木製とした物に制式改正された。その後、日中戦争（支那事変）においてこのタイプの抗力不足が指摘され、1939年（昭和14年）、陸軍造兵廠名古屋工廠が試製した木製スポーク式の車輪に再度改正された。一枚物鋼鈑製の車輪も終戦まで使用されている。
1930年代後期には迫撃砲である九七式曲射歩兵砲が制式化されたものの、ストークブラン式迫撃砲の特性として、命中精度が本砲と比較してさらに劣るため多数の弾薬が必要になること、前装墜発式曲射砲であり平射が難しく銃座潰しや対車輌射撃で不利なこと、および本砲がすでに広く普及しており改編に際して訓練や戦術を変更する必要が生ずることなどの理由もあり、また九七式曲射歩兵砲自体が九二式歩兵砲の代替・後継を目的としたものではない、限定的な運用を前提とし制式化された歩兵砲であったため、本砲を全面的に更新するには至っていない。
本砲は大阪陸軍造兵廠（旧大阪工廠）と名古屋陸軍造兵廠（旧名古屋工廠）で推定約3,000門が生産された。

## 開発経過

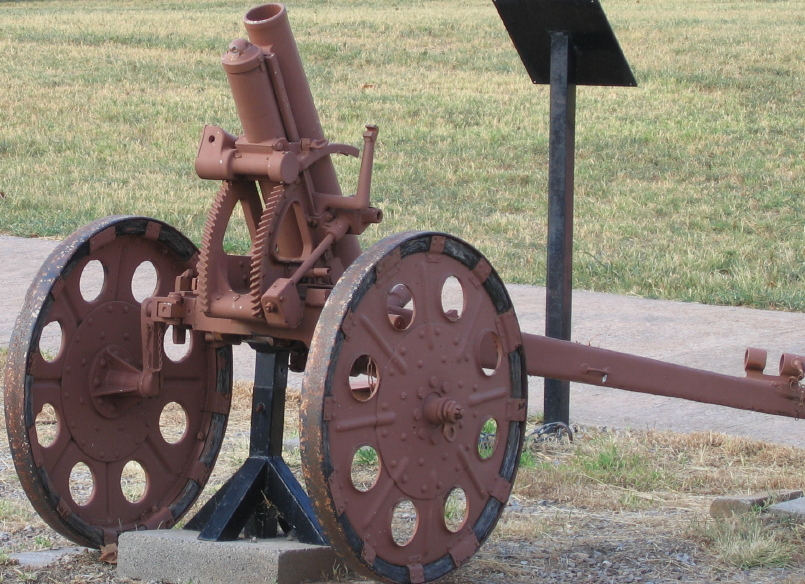
高姿勢状態の九二式歩兵砲。防楯は欠落している。クランク式車軸の様子がよく判る

1920年代中頃から、歩兵砲の主要任務として、機関銃では捕捉できない敵陣地の制圧に加えて対戦車防御が掲げられるようになったが、当時配備中の十一年式平射歩兵砲では対戦車性能が不十分であることが提起された。陸軍中央部は1928年（昭和3年）11月、十一年式平射歩兵砲の整備は現在の程度に留め、新たに平曲射両用砲を平時より常設師団全てに整備することを決定した。
後に九二式歩兵砲となる平曲射兼用、口径70mmの軽歩兵砲は1928年に陸軍技術本部にて研究を開始、1930年（昭和5年）3月、「試製軽歩兵砲」の第1号砲が竣工した。同年6月にかけて各種試験を実施、その結果を受けて改修された試製第2号歩兵砲が翌1931年（昭和6年）5月竣工した。同年9月から第2号砲の実用試験を実施した陸軍歩兵学校は、試製軽歩兵砲と試製歩兵随伴砲及び従来制式の平射・曲射両歩兵砲の比較報告を行っている。この結果、試製軽歩兵砲は平射歩兵砲と比較して重量は倍加しているものの運動性に大きな遜色なく、曲射歩兵砲と比較すると運動性に劣り形態も大であるので第一線中隊付近に使用するには一考を要するが、敵前中距離にある連大隊長の側近砲としては曲射歩兵砲に優ると判定された。歩兵随伴砲との比較では、射程・弾丸威力においては劣るものの歩兵砲として充分であり、運動性において優り、精度においても優る場合がある、但し対戦車砲として劣ることは免れないとしている。
以上のように、軽歩兵砲は歩兵大隊長の側近砲として適当であると認められたため、1932年（昭和7年）3月12日仮制式制定上申、同年7月6日「九二式歩兵砲」として仮制式制定された。

## 運用

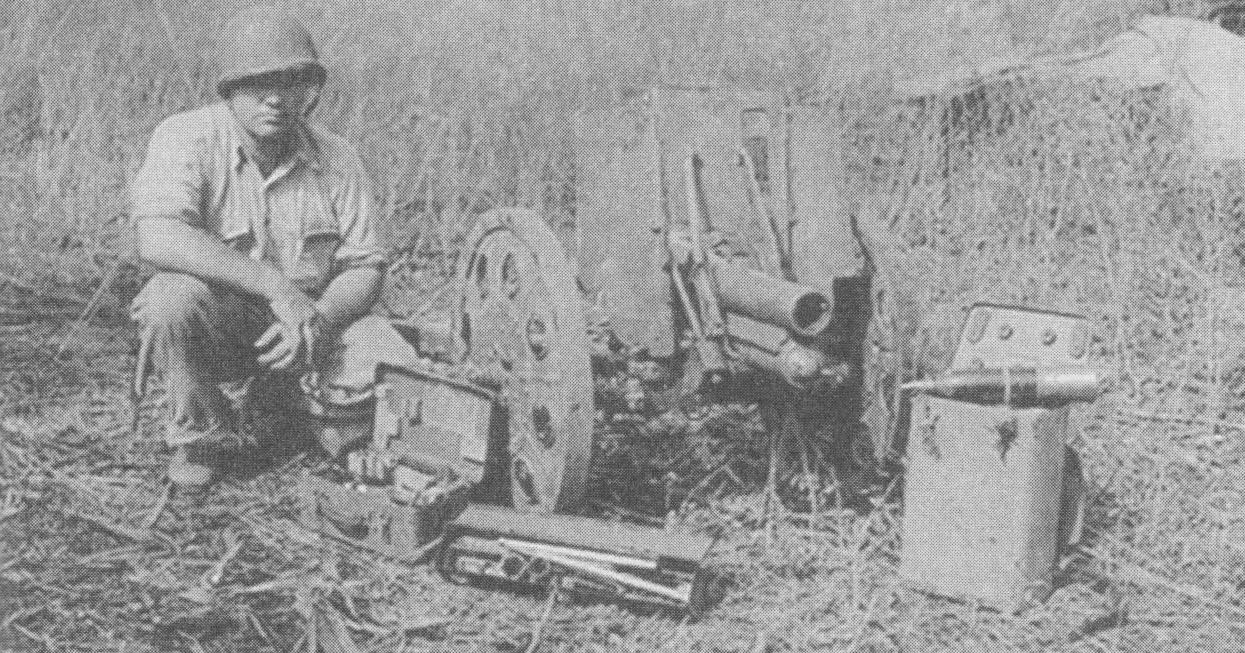
アメリカ軍に鹵獲された九二式歩兵砲と弾薬筒、および属品である弾薬箱・用具

移動時は駄馬1頭で牽引するか、砲架・砲身・車輪等に分解して駄馬3頭で運搬可能であった。さらには、兵士10人で分解して担いで移動することも可能だった。車輪はサスペンションを持たない鋼鉄製車輪で自動車牽引は出来ず、このためトラックの荷台か牽引用のトレーラーに搭載する。
弾薬は5発入りの弾薬箱に収められ重量は30kgあり、兵士1人が1箱を担いで運ぶか駄馬1頭で4箱を運んだ。また専用の砲弾輸送車の開発も進められ、大阪工廠が1931年から1932年にかけて車両を試作し、完成した1両を陸軍歩兵学校に委託して意見を求めた。続く1933年（昭和8年）には北満州での実地試験と各師団の意見に基づき修正を加え、翌1934年（昭和9年）2月に九二式歩兵砲弾薬車として制式化された。これは弾薬箱5箱（計25発）を収容可能な前車と後車から成り、駄馬1頭により牽引された。また前車と後車をそれぞれ人員によって牽引することも可能であり、この場合は車軸両端に曳索を取り付けて牽引の補助とした。全長は4.259m、50発分の弾薬箱を含めた全備重量は512kgであった。
通常の運用では1門につき即応弾として20発が砲と共に前進し、続く弾薬分隊20人とあわせて弾薬定数144発を運んだ。砲本体204kgに対して弾薬870kgと重かったが、わずかな駄馬のほかは多くの場合は徒歩で背負って運んでいた。野砲・榴弾砲・山砲・騎砲・加農・高射砲などを運用する砲兵連隊等の砲兵部隊はトラック・砲兵トラクター・輓馬・駄馬など、比較的恵まれた装備を擁していたが、末端の歩兵部隊（歩兵砲隊）は一部の優良装備部隊を除き弾薬輸送を駄馬および人力に頼らざるを得ないため、日本軍は弾薬分隊の人数が欧米にくらべて突出して多い。なお、弾薬分隊に配属される人材は兵役検査で低い評価を受けた体格が良くない者ばかりであったため、兵士の苦労は大きかった。
第二次世界大戦時、弾薬輸送にトラックが使用されていたアメリカ軍・イギリス軍であれば、1個大隊分（砲2門と弾薬）でも3tトラック1台分の荷物にすぎないが、日本軍には負担であった。日本軍が弾薬貧乏と言われ無駄弾を厳しく禁止した背景には、（軍事力以前に国力の低さのため）この程度の小型火砲ですら弾薬輸送の負担に耐えかねていたという問題があった。

## 戦歴

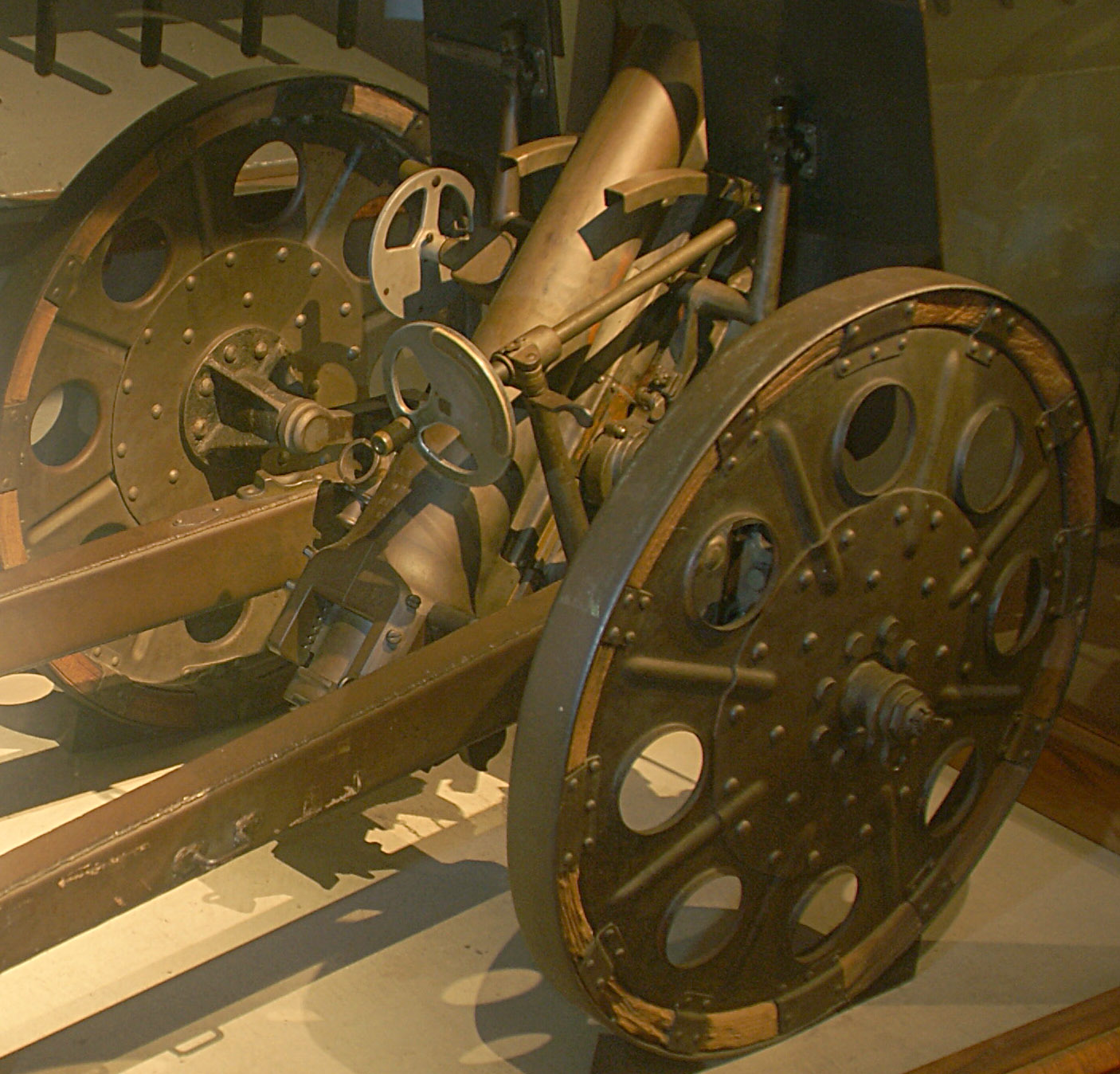
九二式歩兵砲

部隊配備が始まると本砲は歩兵大隊の大隊砲小隊に2門ずつ配備され、「連隊砲（四一式山砲）」とともに歩兵にとって最も身近な火砲となり「大隊砲」の名で親しまれた。その小ささ、砲身の短さなどから九二式歩兵砲を玩具（おもちゃ）に喩える例もあったという。また精密射撃に不向きで、おおよその狙い目に着弾するから「大体（だいたい）砲」なのだという冗談も存在した。
性能不足な面がありながらも、本砲は日中戦争（支那事変）・ノモンハン事件・太平洋戦争（大東亜戦争）において、極寒の北満州から広大なノモンハンの平原、中国大陸の急峻な山岳地帯、そして南方に至る様々な場面で常に主力歩兵砲として歩兵の傍にあった。第二次大戦後半、連合軍の反攻が始まると日本軍は多大な労力を費やして機関銃や火砲などの重火器を巧妙に隠蔽された陣地（コンクリート製の頑丈なトーチカから単なる洞穴に至るまで）に設置し、本砲も上陸してきた敵軍に対し近距離射撃を浴びせるなど活躍した。アメリカ軍は本砲に一定の評価を与え、鹵獲兵器の使用法を記したマニュアルに本砲を載せておりアメリカ軍が使用することもあった。また中国大陸において日本軍が降伏した後、相当数が国民党・共産党の双方によって鹵獲されている。人民解放軍は九二式歩兵砲のために砲弾を生産し、1950年代に至るまで運用し続けていた。ベトナム戦争に際しても南ベトナム解放民族戦線によって少数ながら運用された例がある。

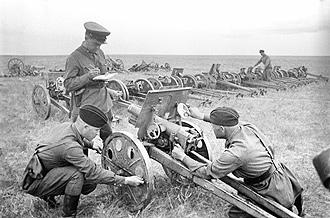
ノモンハン事件で鹵獲された九二式歩兵砲を調査するソ連労農赤軍の兵士
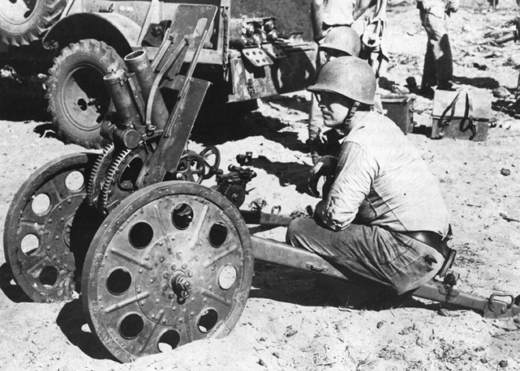
ガダルカナル島の戦いでアメリカ軍に鹵獲された九二式歩兵砲
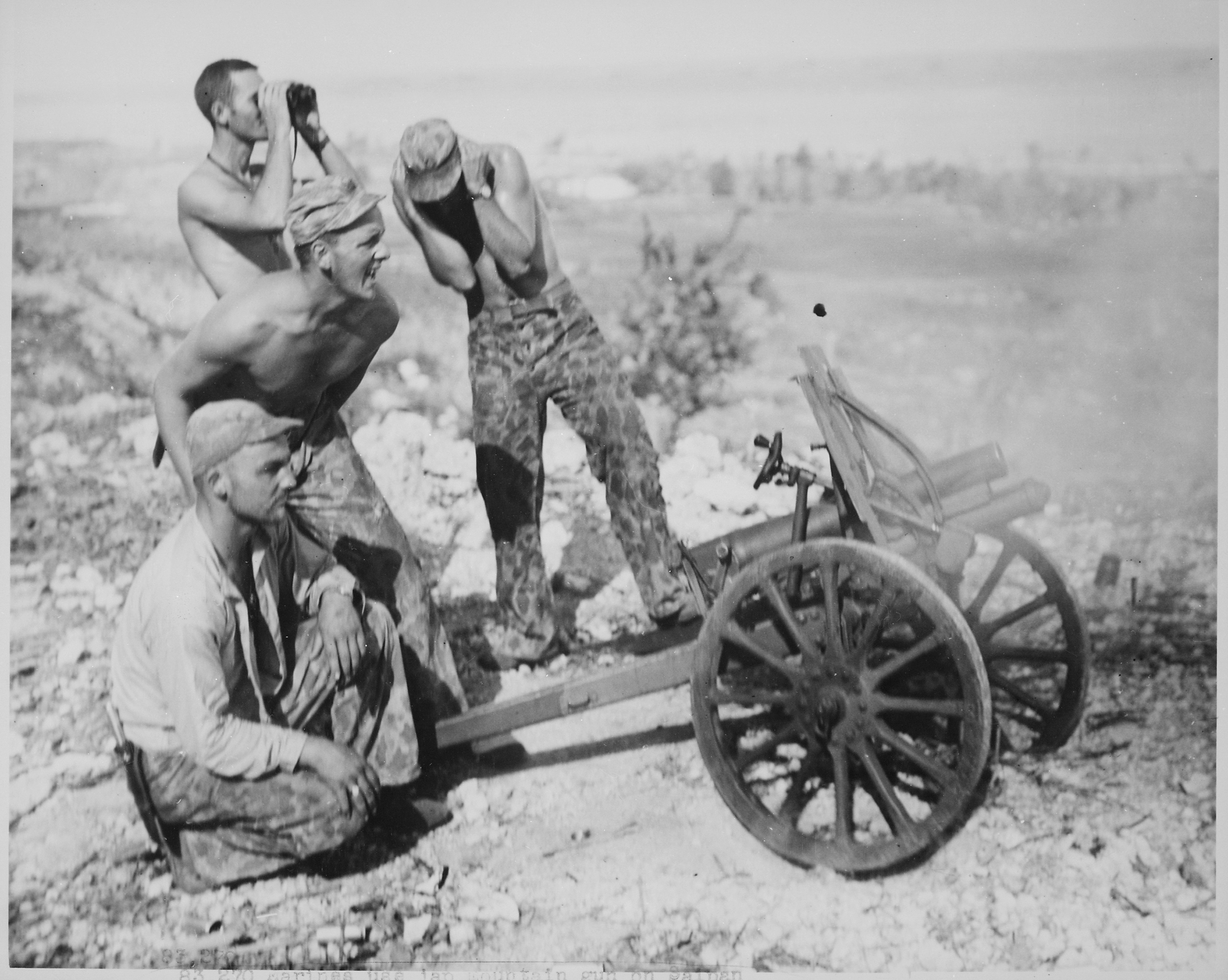
サイパンの戦いで鹵獲した九二式歩兵砲（木製車輪型）で、日本軍陣地を攻撃するアメリカ軍（海兵隊）の兵士

## 使用弾薬

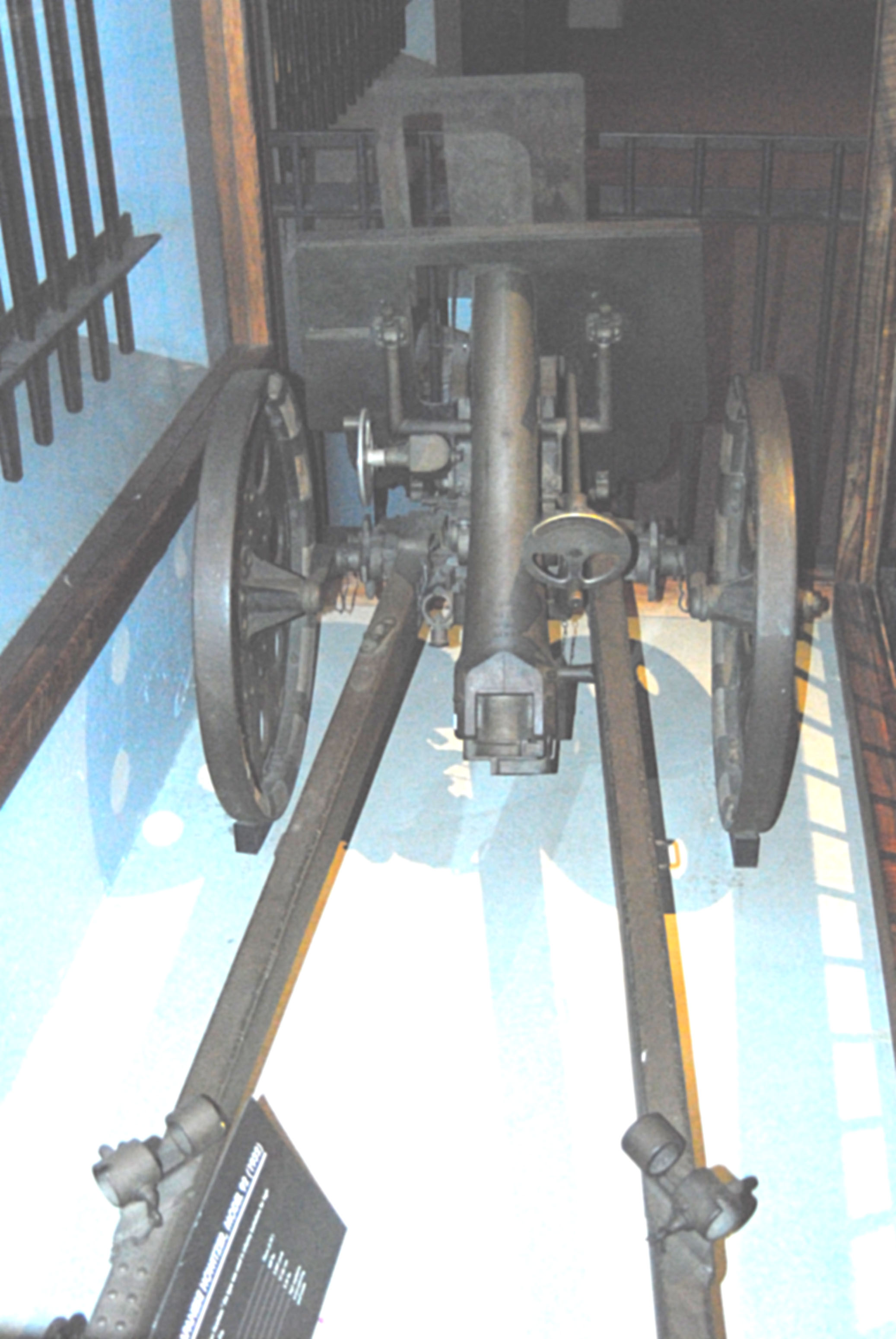
九二式歩兵砲、牽引姿勢では車軸のクランクは前側に倒される。

- 九二式歩兵砲弾薬莢

薬莢には単一式のもの（乙）と接続式のものがあり、後者は弾尾と薬頭との間に間隙を有し薬筒を分離しての装薬結合に便利である。
装薬は一号50g、二号31g、三号22g、四号17gの4種類が用意されていた。
- 九二式榴弾

九二式歩兵砲用の榴弾であり、軽易な野戦築城の破壊および人馬の殺傷に用いる。1932年に制式化された。
榴弾の諸元は炸薬量0.630kg、殺傷半径22m（有効破片密度1個/㎡）。信管には八八式瞬発もしくは短延期信管「野山加」を使用。砲弾重量3.81kg。
後に九四式七糎戦車砲の砲弾としても使用された。
- 九二式代用弾

演習用の砲弾であり、形状・弾道性能は九二式榴弾と同一である。1933年に制式化された。
信管には八八式瞬発もしくは短延期信管「野山加」を使用。砲弾重量3.81kg。
後に九四式七糎戦車砲の砲弾としても使用された。
- 九五式照明弾

九二式歩兵砲用の照明弾。1934年試験開始、1935年にマグナリウムとの比較の結果マグネシウムを主剤に決定し制式を上申した。
照明弾の諸元は最大射程2,600m、照明時間20秒、照明光度は約90,000燭光で高度150m以内の曳火射撃に適する。信管には八九式小曳火信管を使用。砲弾重量3.49kg。
- 九七式鋼製銑榴弾

戦時の弾丸鋼の不足を考慮し、弾体に広く市販の原料鉄を利用できるようにした榴弾。1938年に伊良湖射撃場で試験を実施し、性能はおおむね良好で制式を上申した。
榴弾の諸元は炸薬量0.370kg、殺傷半径15m（有効破片密度1個/㎡）。信管には八八式瞬発もしくは短延期信管「榴迫」を使用。砲弾重量3.92kg。
- 三式穿甲榴弾

大戦後半より生産配備された成形炸薬弾（タ弾）。装甲貫徹長90mm（100㎜貫通したという資料もある。）、砲弾重量3.38kg。
- 空砲

装薬には一号空包薬を使用する。

## 口径75mm歩兵砲の研究
前述の試製歩兵随伴砲は口径75mmで1927年（昭和2年）8月試製砲が完成し、その後翌1928年3月にかけて各種試験を行っていた。同砲も車軸をクランク式として高・低の両姿勢を持っており、高姿勢では+15度～+65度、低姿勢では-5度～+16度の俯仰が可能だった。同砲はあくまでも試製砲であったが、前述のように1930年9月に試製軽歩兵砲の実用試験を行う際、陸軍省兵器局の意向で同時に試験を委託している。当初はあくまで軽歩兵砲の試験に重点を置き、歩兵随伴砲の試験は従とされたが、同年11月に歩兵連隊の装備する重歩兵砲に関する論議が起こり、本格的に試験を実施する運びとなった。この結果等も踏まえ、口径75mmの重歩兵砲は試製重歩兵砲として研究が改めて開始された。試製重歩兵砲は1932年に竣工し、その後各種試験に供されたが、軽量化の要求と精度・安定性等の兼ね合いの問題が解決せず、1934年（昭和9年）6月、結局歩兵連隊砲には当面四一式山砲を充当することとされ、試製重歩兵砲の開発は中止された。
この後も口径75mmの歩兵連隊砲は研究が続行され、一旦は試製九七式歩兵連隊砲として試作及び試験も実施されたが、最後まで軽量化と精度・安定性・対戦車性能という相反する要素の折り合いがつかず、採用には至らなかった。